# Шаришський Град

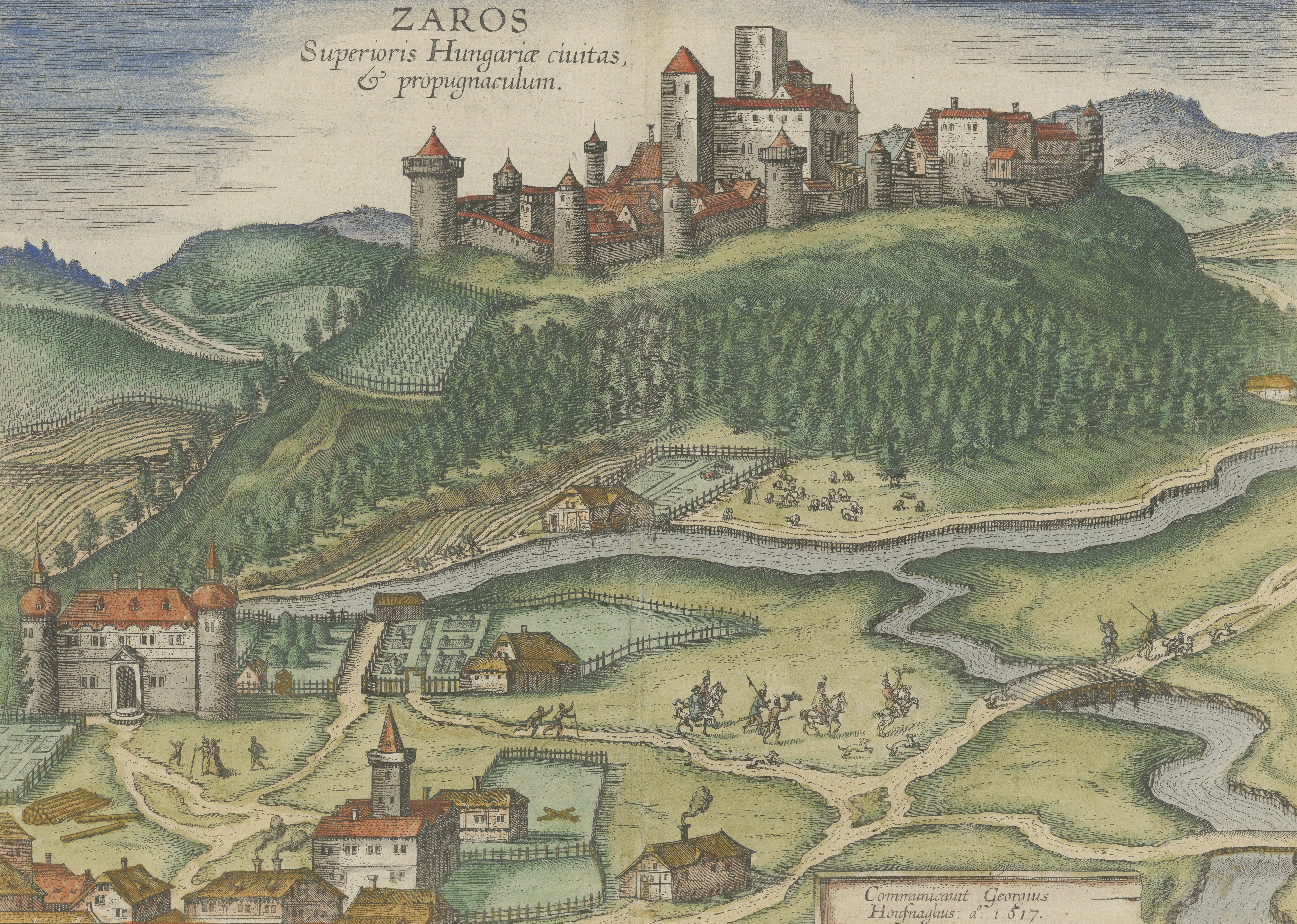
Braun & Hoefnagl, 1617

Шаришський Град (словац. Šarišský hrad) — один з найважливіших у минулому замків Словаччини, колишній центр Шаришу, нині в руїнах.

## Місцезнаходження
На пагорбі над Вельки Шариш.

## Історія
Замок почав будуватися в XIII столітті для оборони торгового шляху вздовж Торису, вперше згадується в літописі в 1245 році як «Шаруш». Був офіційною резиденцією угорських королів, коли ті відвідували Шариш, а також резиденцією комітату. На початку XIV століття замок потрапив до рук супротивників короля Карла Роберта сім'ї Омодей. У 1312 році військо Карла Роберта перемогло заколотників і замок став знову королівським. З 1405 р. король подарував замок сім'ї Переньї. У 1526 році Переньї повстали проти короля, в 1536 р. вони окупували Кошиці, але королівські війська їх розбили і взяли облогою замок. Замок знову став королівським. Габсбурги посилили фортифікацію замку. У 1660 р. в замку вибухнув арсенал, а в 1687 р. замок згорів. З тієї пори замок був покинутий. В наш час[коли?] замок є улюбленим туристичним маршрутом. З його вежі відкривається краєвид на околиці.

## Галерея

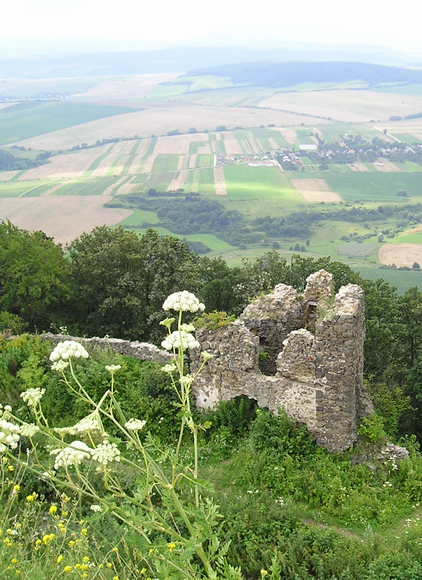
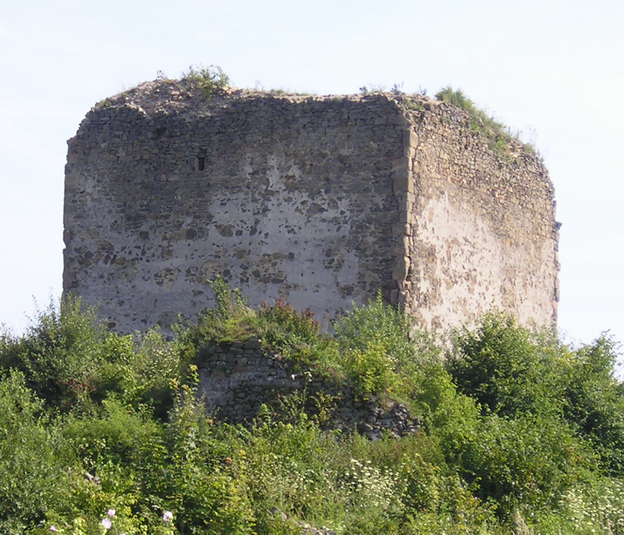
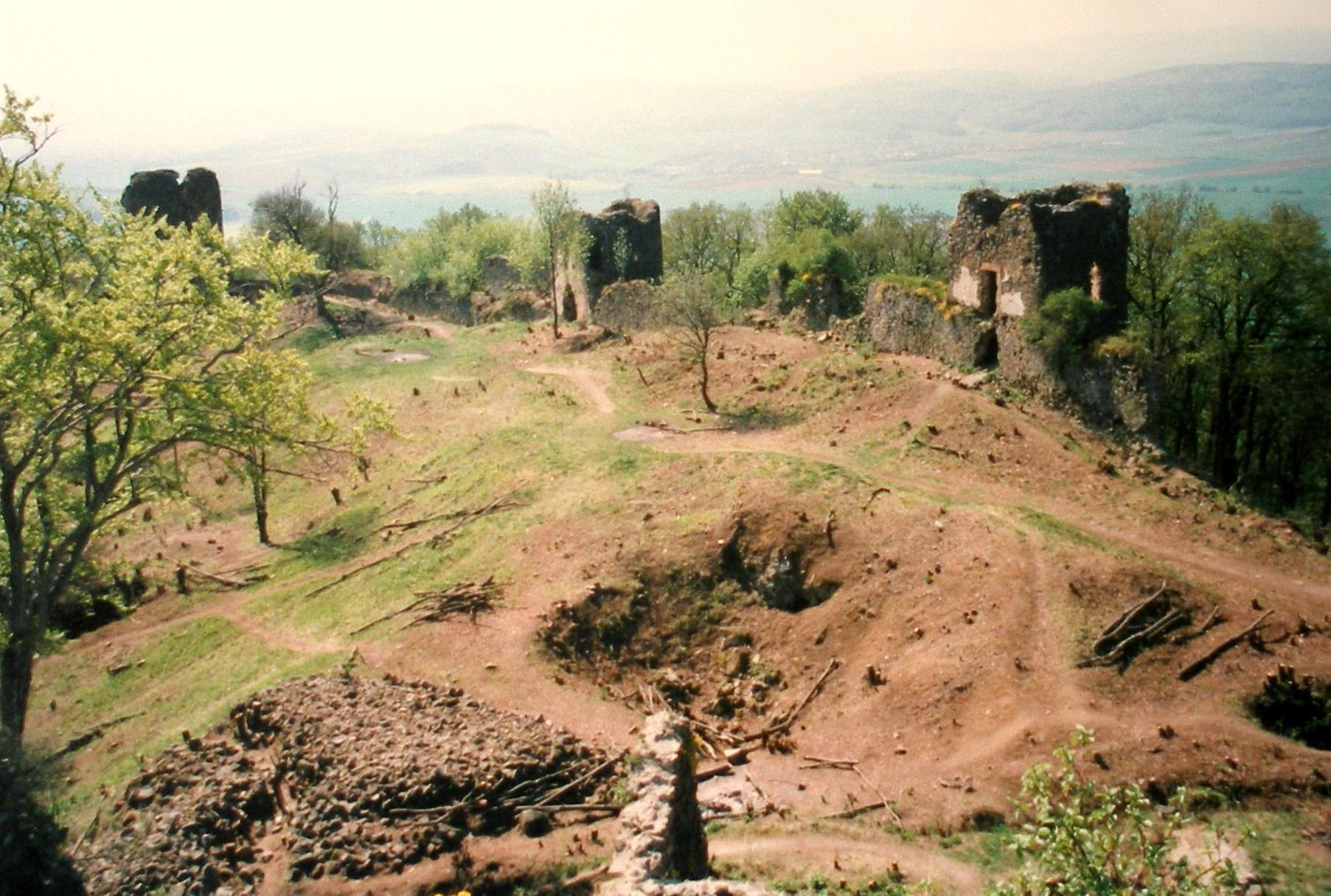
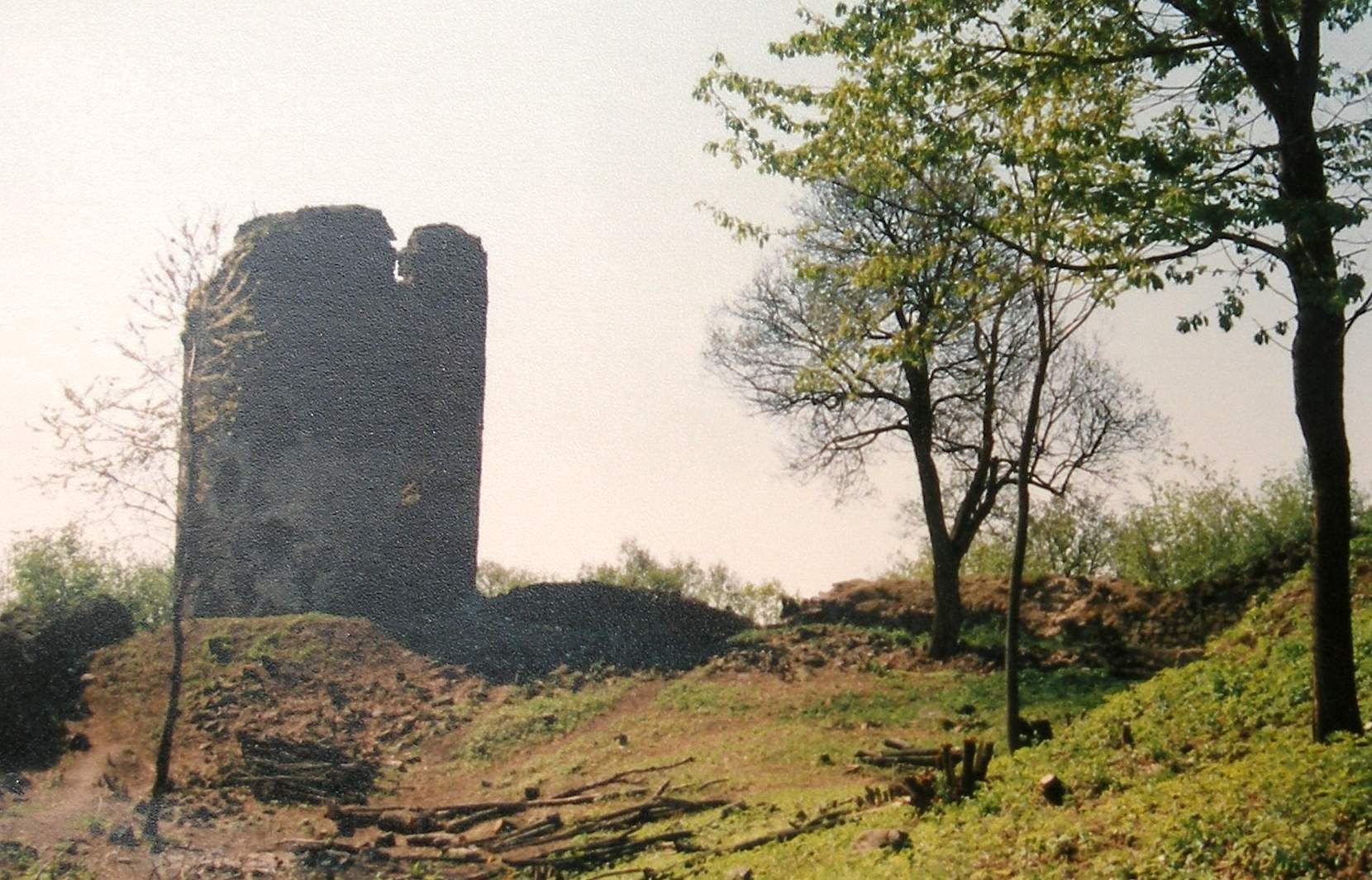
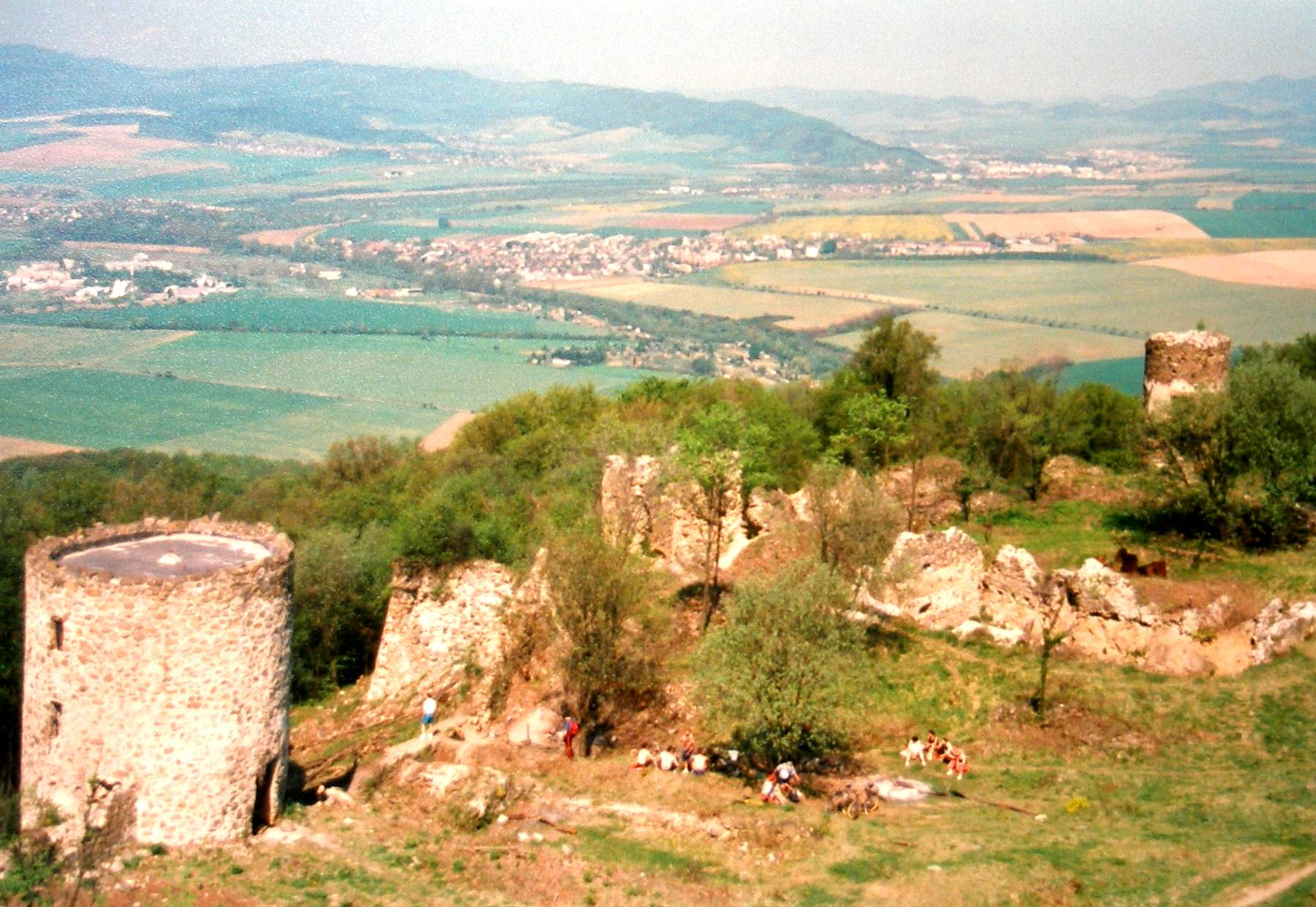
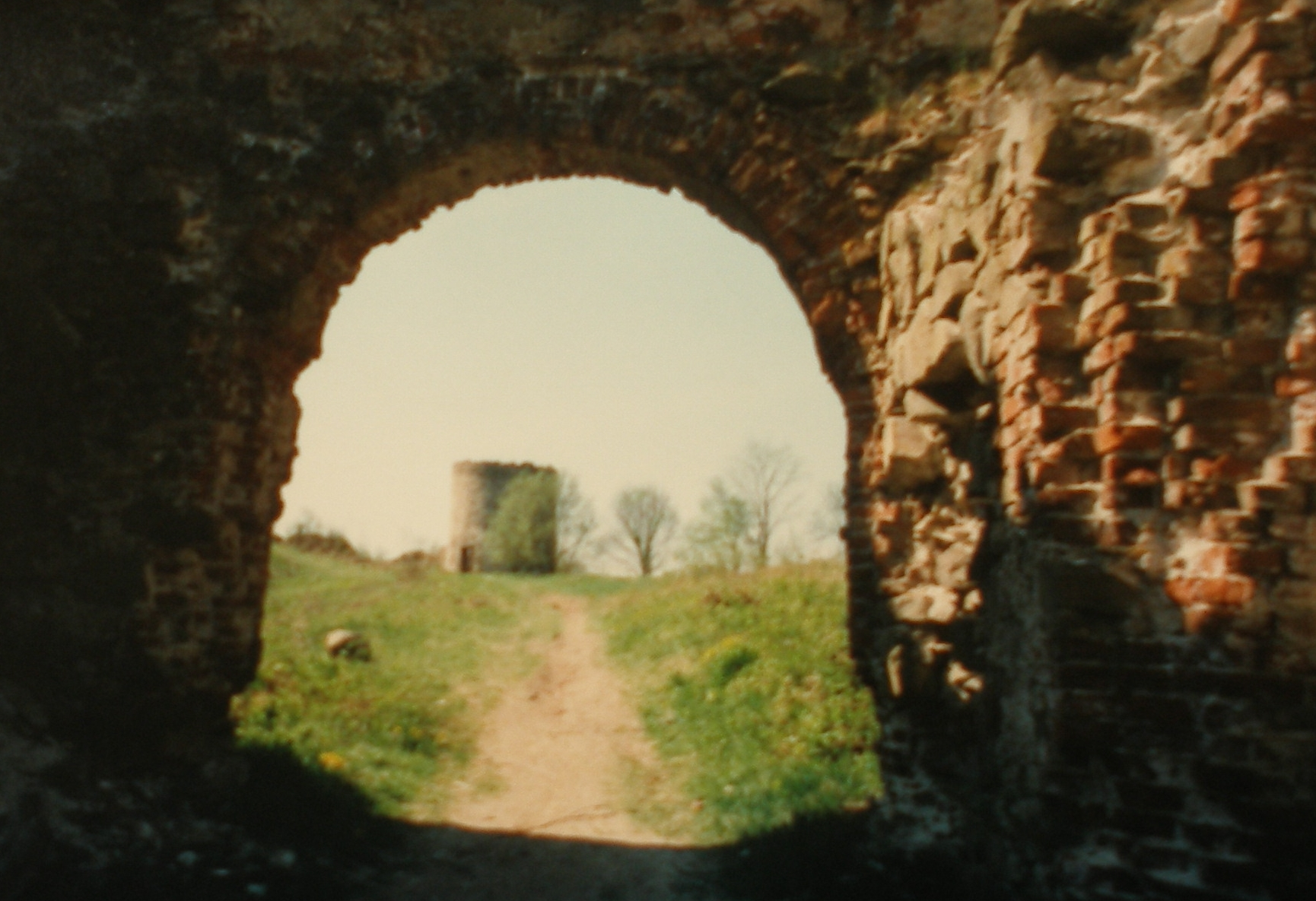